# 古尔维埃耶
古尔维埃耶（法語：Gourvieille，法語發音：[ɡuʁvjɛj] ⓘ）是法国奥德省的一个市镇，属于卡尔卡松区。

## 地理
古尔维埃耶（43°20'22"N, 1°46'56"E）面积3.09 平方千米，位于法国奧克西塔尼大區奥德省，该省份为法国南部沿海省份，北起塔恩省，西北接上加龙省，西接阿列日省，南至东比利牛斯省，东临地中海，东北与埃罗省接壤。
与古尔维埃耶接壤的市镇（或旧市镇、城区）包括：巴赖涅、贝尔夫卢、圣米歇尔德拉内斯、阿维尼奥内洛拉盖。

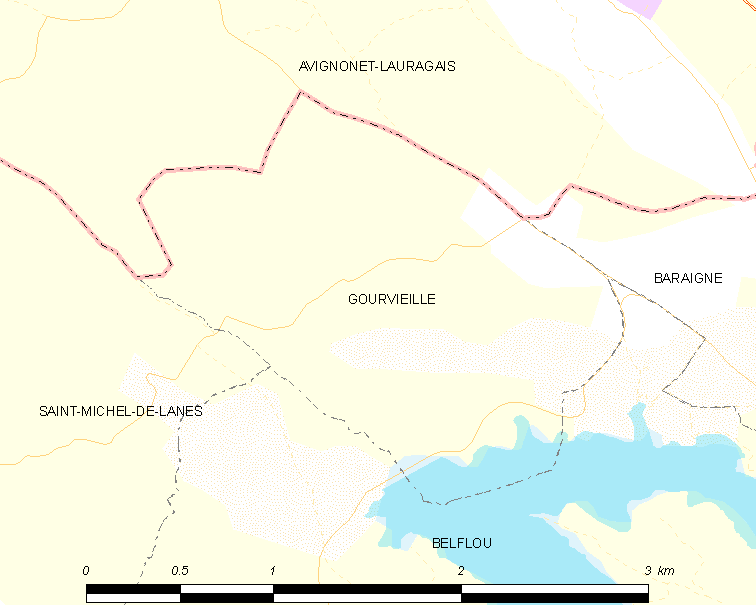
古尔维埃耶的OSM定位图

古尔维埃耶的时区为UTC+01:00、UTC+02:00（夏令时）。

## 行政
古尔维埃耶的邮政编码为11410，INSEE市镇编码为11166。

## 政治
古尔维埃耶所属的省级选区为拉皮耶日欧拉泽斯县。

## 人口

1962-2008年间古尔维埃耶人口变化图示

古尔维埃耶于2022年1月1日时的人口数量为69人。